# Druga jesień
Druga jesień – powieść fantastycznonaukowa, debiut powieściowy polskiego pisarza Wiktora Żwikiewicza, zaliczana do gatunku fantastyki socjologicznej. Została wydana przez Wydawnictwo Poznańskie w 1982 r. w serii „SF”. 
Książka została ukończona w 1977 r., lecz wydana dopiero pięć lat później. Początkowo złożona w „Czytelniku”, została przez redakcję odrzucona. 

## Opis fabuły
Przyroda na Ziemi zaczyna zachowywać się bardzo dziwnie, odżywają dawno zmartwiałe rośliny, mnożą się zwierzęta, nawet ludzie odczuwają przypływ sił witalnych. W końcu Ziemia zostaje zaatakowana przez czerwoną biomasę z kosmosu, która pochłania wszystko na swej drodze. Agresor, imieniem Earl, przygotowuje w ten sposób planetę do zasiedlenia. Jednak ten akurat przedstawiciel zaborczej rasy, okazuje się myślącą i cierpiącą istotą, szukającą moralnych usprawiedliwień dla swych czynów. Wchłonąwszy człowieka, pojmuje wagę swych czynów i buntuje się przeciw narzuconej sobie roli.

## Odbiór
Powieść zrecenzował Maciej Parowski dla "Fantastyki" (3/83, s. 50-51). Parowski pisze, że nie jest to książka „doskonała, spójna [...] skończona”. Krytyk znajduje tu „fragmenty rzadkiej piękności i smakowite pastisze” (Sto lat samotności Márqueza i Wilk stepowy Hessego). Parowski ocenia, że do ok. setnej strony powieść ma przebieg konwencjonalny, natomiast później „zyskujemy pewność obcowania z dziełem oryginalnym i znaczącym”. 
Marek Oramus ocenia, że powieść jest przykładem nurtu „fantastyki-maski”, do której zalicza utwory fantastyki socjologicznej. Krytyk podsumowuje: „Ta proza szarpnie was za bebechy, będzie od niej boleć mózg i trawić gorączka, ale warto dać się tej chorobie”.
Robert Klementowski nazywa powieść „w dużej mierze autotematyczną” i pisze, że w powieści autora „interesuje proces jakich zachodzi w momencie przetwarzania stworzonej w umyśle wizji, na język powieści”.